# Zbigniew Schodowski
Zbigniew Schodowski (ur. 30 kwietnia 1987 w Toruniu) – polski wioślarz, startujący na Igrzyskach Olimpijskich w 2012 i Igrzyskach Olimpijskich w Rio de Janeiro w ósemce ze sternikiem. Zawodnik klubu AZS-AWF Gorzów Wielkopolski.
Schodowski zaczął wiosłować jako junior młodszy w roku 2003, jednak dopiero w kategorii do lat 23 zaczął brać udział w zawodach międzynarodowych. W latach 2006–2009 czterokrotnie startował w Mistrzostwach Świata U23. Za każdym razem osiągał finał. W 2008 roku zdobył brązowy medal. Schodowski zakończył etap młodzieżowca zdobywając Mistrzostwo Świata do lat 23 w 2009 roku. Było to pierwszy złoty medal ósemki młodzieżowej w historii Polskich wioseł.
Równolegle Schodowski może pochwalić się wynikami w Mistrzostwach Europy w 2008 i 2009 już w reprezentacji seniorów w czwórce bez sternika. W 2010 i 2011 roku wraz z Maciejem Mattikiem wiosłował w peruarze. Duet był w stanie osiągnąć czwarte miejsce w Mistrzostwach Europy i 20. miejsce na Mistrzostwach Świata w Bledzie w 2011 roku. W sezonie olimpijskim w 2012 Schodowskiemu udało się w końcu wskoczyć do osady głównej, ósemki. To był udany sezon w porównaniu do poprzednich lat, szczególnie w europejskich mistrzostwach i kwalifikacje do Igrzysk Olimpijskich. W Londynie, jednak ósemce Marcin Brzeziński, Piotr Juszczak, Mikołaj Burda, Piotr Hojka, Zbigniew Schodowski, Michał Szpakowski, Krystian Aranowski, Rafał Hejmej i sternik Daniel Trojanowski, zbrakło do finału 2 sekund i ostatecznego uplasowali się na 7 miejscu. Kilka tygodni później zespół zdobył Mistrzostwo Starego Kontynentu w Varese.
Po Igrzyskach Olimpijskich w Wielkiej Brytanii Schodowski wciąż kontynuował przygodę z ósemką. Na Mistrzostwach Europy w 2013 roku sięgnął po srebro. Na Mistrzostwach Świata w 2014 roku Schodowski wygrał także swój pierwszy medal Mistrzostw Świata Seniorów, zajmując 3. miejsce w ósemce. Był to pierwszy medal w historii polskich wioseł w tej konkurencji. Rozczarowujące okazały się Mistrzostwa Świata w Wioślarstwie 2015 we francuskim Lac d’Aiguebelette gdzie zespół z Polski ze Schodowskim osiągnął tylko 8. miejsce i nie zdobył kwalifikacji do Letnich Igrzysk Olimpijskich w Rio de Janeiro. Polska ósemka zdobyła olimpijski paszport dopiero na kwalifikacjach ostatniej szansy w Lucernie. Podczas Igrzysk w Rio Schodowski i jego drużyna zajęli piąte miejsce w finale tracąc do medalu około dwie sekundy.
Schodowski zaczynał karierę sportową w klubie AZS Toruń. Od 2007 roku wiosłuje dla gorzowskiego AZS-AWF. Jego wzrost to 2,02 m, a masa ciała to około 95 kg.

## Osiągnięcia
- Mistrzostwa świata U-23 – Hazewinkel 2006 – ósemka – 6. miejsce.
- Mistrzostwa świata U-23 – Glasgow 2007 – ósemka – 5. miejsce.
- Mistrzostwa świata U-23 – Brandenburg 2008 – ósemka – 3. miejsce.
- Mistrzostwa Europy – Ateny 2008 – czwórka bez sternika – 5. miejsce.
- Mistrzostwa świata U-23 – Račice 2009 – ósemka – 1. miejsce.
- Mistrzostwa Europy – Brześć 2009 – czwórka bez sternika – 9. miejsce.
- Mistrzostwa Europy – Montemor-o-Velho 2010 – dwójka bez sternika – 6. miejsce.
- Mistrzostwa świata – Bled 2011 – dwójka bez sternika – 20. miejsce.
- Mistrzostwa Europy – Płowdiw 2011 – dwójka bez sternika – 4. miejsce.
- Mistrzostwa Europy – Varese 2012 – ósemka – 1. miejsce
- Puchar Świata – Monachium 2012 – ósemka – 1. miejsce
- Letnie Igrzyska Olimpijskie – Londyn 2012 – ósemka – 7. miejsce
- Mistrzostwa Europy – Sewilla 2013 – ósemka – 2. miejsce
- Mistrzostwa świata – Chungju 2013 – ósemka – 4. miejsce
- Mistrzostwa świata – Amsterdam 2014 – ósemka – 3. miejsce
- Puchar Świata – Bled 2015 – ósemka – 2. miejsce
- Mistrzostwa Europy – Poznań 2015 – ósemka – 4. miejsce
- Mistrzostwa Świata – Aiguebelette – ósemka – 8. miejsce
- Puchar Świata – Varese – ósemka – 3. miejsce
- Kwalifikacje Olimpijskie – Lucerna 2016 – ósemka – 2. miejsce
- Letnie Igrzyska Olimpijskie – Rio de Janeiro 2016 – ósemka – 5. miejsce.
- Mistrzostwa Europy – Račice 2017 – ósemka – 2. miejsce